# الیزابتا اجوپی
الیزابتا اجوپی (انگلیسی: Elizabeta Ejupi؛ زادهٔ ۲۱ آوریل ۱۹۹۴) بازیکن فوتبال اهل بریتانیا است.
وی همچنین در تیم‌های ملی فوتبال Albania women's national football team بازی کرده‌است.